# Michael J. Hopkins
Pour les articles homonymes, voir Michael Hopkins et Hopkins.
Michael Jerome Hopkins est un mathématicien américain, né le 18 avril 1958  à Alexandria (Virginie), qui travaille en topologie algébrique, et plus particulièrement en homotopie.

## Carrière
Hopkins, étudie les mathématiques à l'université Northwestern, où il obtient en 1979 son bachelor. Bénéficiaire d'une bourse Rhodes (1979-1982) , il va ensuite à l'université d'Oxford, où il obtient en 1984 un D. Phil. sous la direction du mathématicien britannique  Ioan James.  La même année, il soutient un Ph. D. à l'université Northwestern sous la supervision de Mark Mahowald (en) (titre de la thèse : « Stable Decompositions of Certain Loop Spaces »). De 1984 à 1987 il est chercheur postdoctoral puis  professeur assistant à l'université de Princeton ; en 1988-89 il est professeur à l'université de Chicago, et à partir de 1989 d'abord professeur associé, puis en 1990 professeur au  Massachusetts Institute of Technology (MIT). Depuis 2005, il est professeur à l'université Harvard.
Hopkins est, en 2018, un des trois éditeurs-en-chef du journal Advances in Mathematics.

## Honneurs et distinctions
Hopkins est boursier Sloan de 1979 à 1984. Il a aussi obtenu une bourse post-doctorale de la National Science Foundation et un Presidential Young Investigator Award de 1987 à 1995.
En 1994 il est conférencier invité au Congrès international des mathématiciens (ICM) de Zurich avec une conférence intitulée Topological modular forms, the Witten genus and the theorem of the cube. Au congrès ICM 2002 à Pékin il délivre une conférence plénière ayant pour titre Algebraic Topology and Modular Forms. En 2000 il prononce les Marston Morse Memorial Lectures à l'Institute for Advanced Study. 
En 2001, Hopkins reçoit avec Jeff Cheeger et Yakov Eliashberg le prix Oswald-Veblen pour ses travaux sur la nilpotence et la périodicité en homotopie stable,,  où il démontre, avec ses coauteurs  Devinatz et Smith, une grande partie des conjectures des conjectures de  Douglas Ravenel ; pour ses travaux en géométrie analytique rigide,, et enfin pour ses travaux sur le spectre elliptique. 
En 2002 Hopkins est élu membre de l'Académie américaine des arts et des sciences et en 2010 membre de l'Académie nationale des sciences. 
En 2012 il obtient le  prix NAS de mathématiques et en 2014 le prix Nemmers en mathématiques de la Northwestern University et, la même année, le prix Berwick sénior.
En 2022 il est co-lauréat du prix Oswald-Veblen, avec Michael A. Hill et Douglas Ravenel pour : On the nonexistence of elements of Kervaire invariant one. Annals of Mathematics SECOND SERIES, Vol. 184, No. 1 (July, 2016), pp. 1-262.

## Contributions
En 2009 Hopkins présente, avec un de son anciens thésards Michael A. Hill et avec Douglas Ravenel une solution presque complète du problème de l'invariant de Kervaire (en) (qui porte le nom du mathématicien Michel Kervaire). Avec Haynes Miller, il introduit la notion de forme modulaire topologique (en) dans le cadre d'une interprétation géométrique de la cohomologie elliptique.

## Publications (sélection)
- Ethan Devinatz, Michael J. Hopkins et Jeff Smith, « Nilpotence and stable homotopy theory I », Annals of Mathematics, vol. 128, no 2,‎ 1988, p. 207-241.
- Benedict H. Gross et Michael J. Hopkins, « Equivariant vector bundles on the Lubin-Tate moduli space », Contemporary Mathematics, vol. 158,‎ 1994, p. 23–88.
- Benedict H. Gross et Michael J. Hopkins, « The rigid analytic period mapping, Lubin-Tate space and stable homotopy theory », Bulletin AMS, vol. 30,‎ 1994, p. 76–86.
- Michael J. Hopkins et Jeff Smith, « Nilpotence and stable homotopy theory II », Annals of Mathematics, vol. 148, no 1,‎ 1998, p. 1-49.
- Michael J. Hopkins, Nicholas J. Kuhn et Douglas Ravenel, « Generalized group characters and complex oriented cohomology theories », J. Amer. Math. Soc., vol. 13, no 3,‎ 2000, p. 553–594.
- Matthew Ando, Michael J. Hopkins et Neil P. Strickland, « Elliptic spectra, the Witten genus and the theorem of the cube », Invent. Math., vol. 146, no 3,‎ 2001, p. 595–687.
- Ethan Devinatz et Michael J. Hopkins, « Homotopy fixed point spectra for closed subgroups of the Morava stabilizer groups », Topology, vol. 43, no 1,‎ 2004, p. 1-47.
- Paul Goerss et Michael J. Hopkins, « Moduli spaces of commutative ring spectra », London Math. Soc. Lecture Note Ser., Cambridge Univ. Press, vol. 315,‎ 2004, p. 151–200.
- Michael J. Hopkins et Isadore Singer, « Quadratic functions in geometry, topology, and M-theory », J. Differential Geom., vol. 70, no 3,‎ 2005, p. 329–452.
- Daniel S. Freed, Michael J. Hopkins et Constantin Teleman, « Loop groups and twisted K-theory III », Annals of Mathematics, vol. 174, no 2,‎ 2011, p. 947–1007.
- Michael A. Hill, Michael J. Hopkins et Douglas C. Ravenel, « On the nonexistence of elements of Kervaire invariant one », Annals of Mathematics, vol. 184, no 1,‎ 2016, p. 1–262 (DOI 10.4007/annals.2016.184.1.1, arXiv 0908.3724).